# ラク県

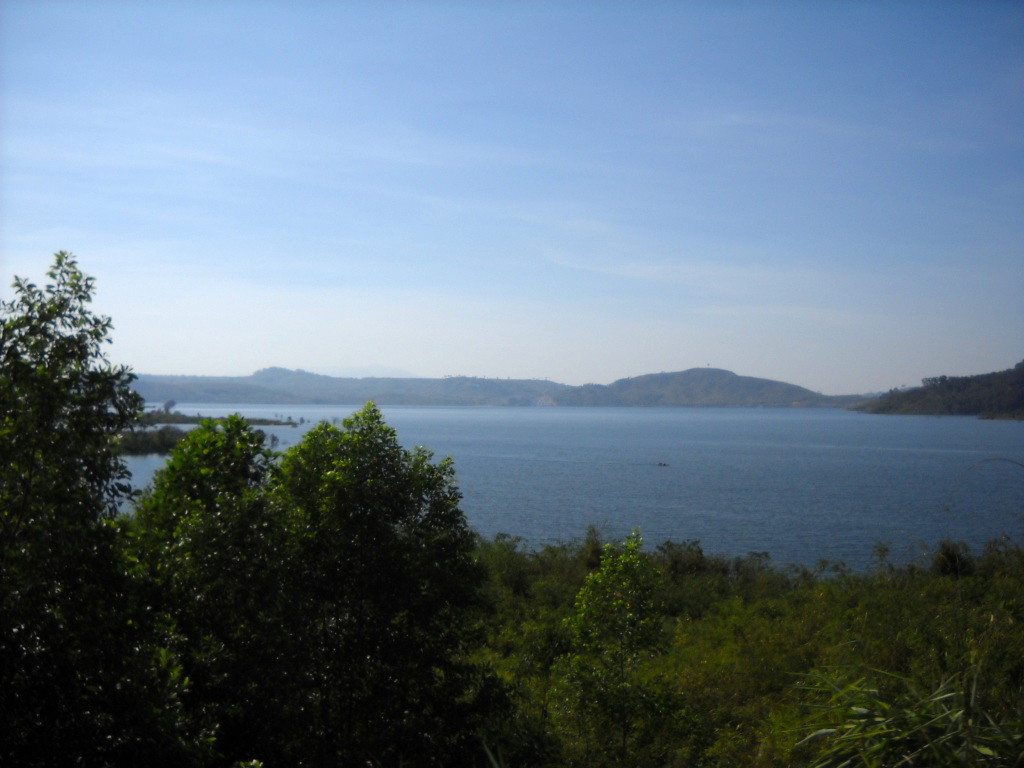

ラク県（ラクけん、ベトナム語：Huyện Lắk?）は、ベトナム社会主義共和国ダクラク省に位置する県である。面積は1,249.65 km²、人口は77,390人（2019年）である。

## 行政区画
1市鎮10社から構成される。